# Font de Prades

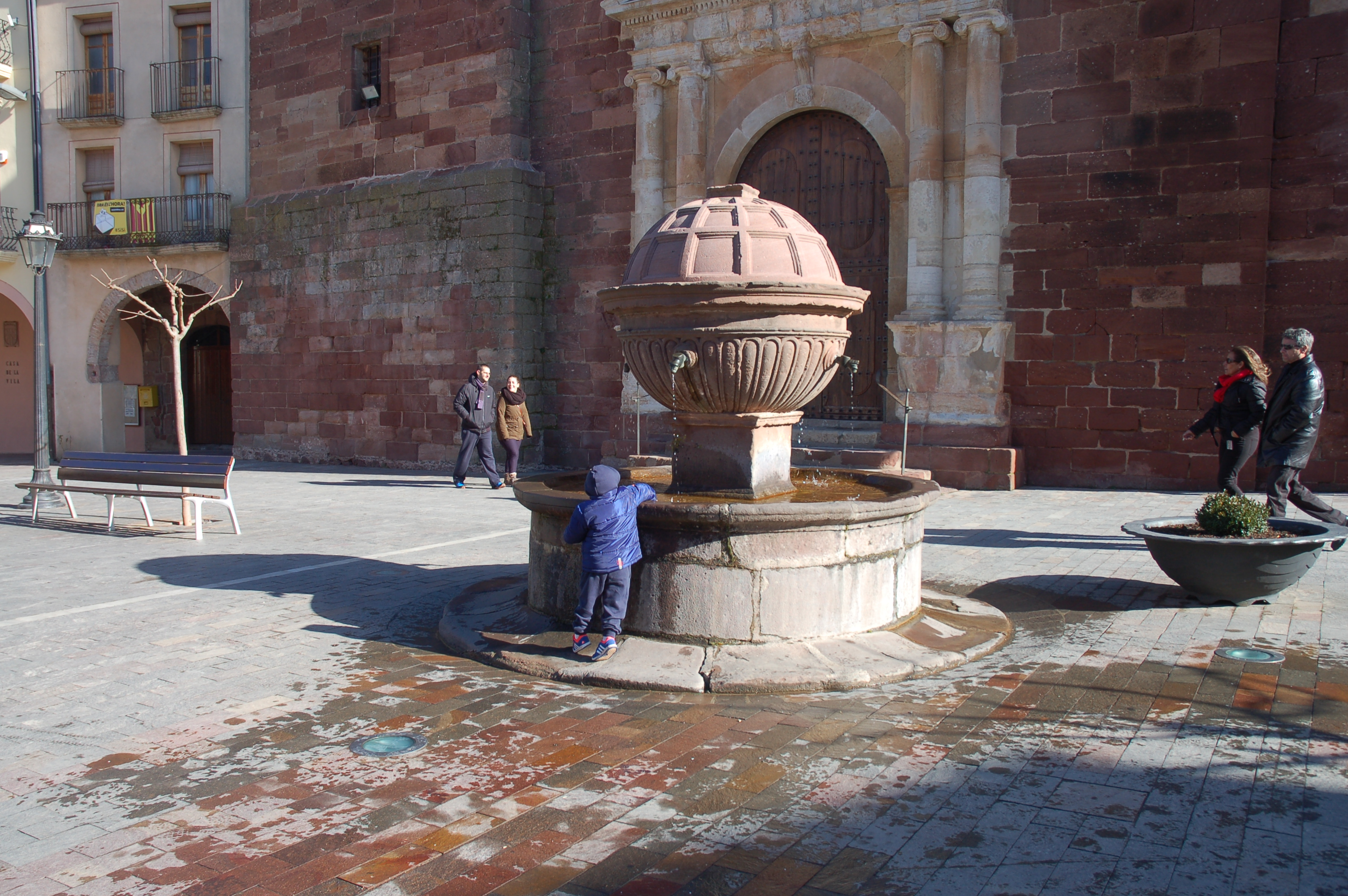
La Font de Prades el 2015

La Font de la Plaça Major, més coneguda per la Font de Prades, es va construir al voltant dels segles xv i xvi i és d'estil renaixentista. És davant d'un lateral del portal de l'església, a l'extrem sud-est de la plaça. És un dels signes d'identitat de la vila. A l'origen, tenia un aixopluc que amb el temps es va fer malbé i finalment es va enderrocar.
Va ser construïda d'estil reinaxentista en saldó o sauló, una pedra vermella. Al llarg del temps va caldre renovar les pedres que la componen perquè aquesta pedra és dòcil i més aviat fràgil, el que fa que sigui fàcil treballar-la però també que s'erosioni amb facilitat.
Té forma de globus terraqüi amb l'hemisferi nord en talles quadrades, l'equador marcat amb cercles que en sobresurten i l'hemisferi sud amb pedra tallada verticalment en forma de plecs. L'esfera té quatre brolladors a cadascun dels punts cardinals dels quals brolla l'aigua a una pica circular elevada sobre una base de pedra vermella quadrada i amb un peu que en sobresurt pel damunt dels diferents materials que han compost la superfície de la plaça.
Hi ha una rèplica d'aquesta font al Poble Espanyol de Barcelona i una altra rèplica més moderna a la Roca Village.
De tant en tant a l'ocasió de la «Fira del vi el cava» en  raja cava i la gent hi pot beure'n tant com volia.